# Константин Кантарев
Д-р Константин Николов Кантарев е български анархист, педиатър, публицист и историк.
Роден е на 5 август 1903 година в град Пазарджик в мнолюдно семейство. Баща му, доброволец в Балканската война, изчезва безследно на фронта и Константин отрано заживява със сирашките неволи и мъки. Семейството живее в мизерия, а „Жълтата гостенка“ трайно се заселва при тях и отнася живота на майка му, сестра му и брат му.
Средното си образование завършва в Пазарджик. Подтикнат от смъртта на най-близките си хора, през 1923 г. записва да следва медицина в София. Изучава се с оскъдни средства, предоставени от вуйчо му, които връща по-късно.
След дипломирането си през 1928 г. работи последователно като селски, общински и околийски лекар, а след това и като участъков лекар в пловдивските поликлиники. През 1940 г. придобива специалност по педиатрия и работи като завеждащ детско отделение на 5-а поликлиника в Пловдив.
Макар че не работи в научни медицински заведения и институти, Константин Кантарев редовно следи развитието на медицинската наука и провежда научни наблюдения. Активно допринася за въвеждането на БЦЖ ваксината в България, като пише статии за нея и е един от първите лекари, които я популяризират и прилагат. Проучва физическото и психомоторното развитие и кръвната картина на децата в Пловдив. Съставя първите български таблици (норми) за физическото развитие на деца до 14 години. Публикува наблюденията си за усложненията след коклюш и морбили. Пише ръководство за работа в детските консултации.
Д-р Кантарев става голям популяризатор на медицинските знания. Изнася сказки и беседи, има отпечатани около 180 статии в над 80 периодични издания като „Здравна просвета“, „Здраве и живот“, „Природен лекар“, „Човекът“ и други. Заедно с д-р Ал. Минчев издава в Пазарджик вестник „Обществена медицина“.
Сам убеден и заклет въздържател, той води непримирима борба срещу алкохола и тютюнопушенето.
Д-р Кантарев проучва историята на българската медицина. Публикува студията „Профили“ – поредица от статии за професорите основатели на Софийския медицински факултет. Разработва въпроси, свързани с българския медицински периодичен печат, издирва и публикува данни за лекарите, работили в България преди Освобождението.
Особено място в творчеството на д-р Кантарев заемат литературно-критическите му статии. Има над 100 публикации, между които студии за нашите възрожденци революционери – Левски, Ботев, Каравелов, и за множество наши и руски писатели (К. Величков, Йовков, Дебелянов, Елин Пелин, Стаматов, Ал. Константинов, Пенчо Славейков, Пушкин, Толстой, Тургенев и други). Има написан, но неиздаден труд за връзките на Левски и Ботев с руски и западноевропейски революционери (Бакунин, Нечаев и други).
Връх на литературното му творчество са книгите „Пролетта на един град“ и „Песента на мама“, свързани с родния му град Пазарджик. Подготвяно е издаване посмъртно на спомените му, свързани с неговата анархистична дейност за арестите, затворите и концентрационните лагери на Народната република, в които е пребивавал по разпореждане на „народната“ власт.
Интересите и дейността на д-р Кантарев са поделени между медицината, литературата и анархизма. С идеите на анархизма, според собствените му думи, го запознава съученикът му Илия Юруков. Става активен член на ученическите и младежките кръжоци в Пазарджик. Активната му пропагандаторска дейност като ученик и студент се забелязва от полицията и той е многократно арестуван и подлаган на разпити. Лежи един месец в Търновския затвор заради разпространение на анархистическите книги на библиотека „Хляб и свобода“, издавана в град Килифарево от П. Касаветов. Публикува редица статии относно вижданията си за развитие на движението в редактирания от Георги Жечев вестник „Мисъл и воля“.
На 16 декември 1948, заедно със стотици други анархисти, е арестуван и след повече от месец в мазетата на Пловдивската държавна сигурност е интерниран в лагера в ТВО „Богданов дол“. По-късно, заедно с голяма група лагерници, е прехвърлен на островите край Белене. Тук е измежду първите лагеристи.
След като е намерен за „превъзпитан“, е пуснат на „свобода“. Предупреден е да стои настрана от обществения и политическия живот. Поставен е на непрекъснато наблюдение от Държавна сигурност. Преди всеки комунистически празник (1 май, 9 септември, 7 ноември) в дома му се извършва брутален среднощен обиск, а той е прибиран за няколко денонощия в занданите на „народната“ милиция.
Преживените в лагерите ужаси и постоянното наблюдение след това го принуждават да се затвори в себе си за дълго време и да се изолира от обществения живот. Въпреки всичко продължава да твори. Криейки се дори от най-близките си, той описва преживяванията си в царските затвори и в комунистическите „възпитателни“ общежития. Тези спомени излизат наяве след 10 ноември 1989 г. Лошото му здраве не му позволява да ги коригира, подреди и предаде на издателите сам.
Когато почива Петър Манджуков, авторът на „Предвестници на бурята“, доктор Кантарев организира погребението и говори на гроба му.
Д-р Константин Кантарев умира заобиколен от близките си на 21 август 1992 г. в своя дом, 11 дни след смъртта на любимата му житейска спътница Елена.

## Издания
- Кантарев, Константин. Пролетта на един град. Пазарджишка мозайка.   Христо Г. Данов, 1983, 2019. ISBN 978-954-684-444-6. с. 300.
- Кантарев, Константин. Един безвластник в лапите на властта.   Хоризонти, 2016. ISBN 9786197187090. с. 276.